# La festa del blat
La festa del blat és una obra de teatre d'Àngel Guimerà. Es va estrenar al teatre Romea el 23 d'abril de 1896. L'obra forma part de l'anomenada "segona fase" del teatre de Guimerà després de la novel·la dramàtica realista. El més representatiu en aquesta obra és l'amor catàrtic capaç de purificar qualsevol falta comesa en el passat. L'amor és el poder que ha de servir per solucionar els problemes socials. També es fa palesa la diferència entre la vida del camp i de la ciutat.

## Argument
Durant la festa del blat, l'Oriola es discuteix amb Vicentó. Després d'aquest fet coneix el Jaume, que només se sap que ve de Barcelona. El Jaume s'enamora de l'Oriola i es queda a treballar a la masia. L'obra presenta la història de Jaume, un jove anarquista que, després haver comès un atemptat a Barcelona, que causà una víctima mortal, va al camp amb la intenció de morir. Però un cop allà descobreix la bondat de la gent de la ruralia, aliena a les tensions de la societat urbana, i s'enamora de l'Oriola. Vicentó, se sent gelós de l'amor entre Jaume i la seva promesa, i decideix denunciar-lo. Jaume intenta evitar que els treballadors ataquin Vicentó, el fereixen mortalment i mor als braços d'Oriola.

## Personatges
Els personatges que apareixen a l'obra segons el fulletó de Lectura Popular són els següents:
- Oriola
- Jaume
- Vicentó
- Quica
- Manela
- Oncle Telm
- Faci
- Martinet
- Sebio
- Dimas
- Aleix

## Recepció
El contingut de l'obra és d'una gran càrrega ideològica i moral. Aquest fet propicià un fort rebuig per la major part de la crítica. Especialment en els sectors més conservadors. El context del moment era prou motiu d'aquest fet. Es vivia aleshores un període de gran convulsió social i política: Barcelona es considerava "la ciutat de les bombes". L'estrena de La festa del blat va causar protestes i censures el mateix dia de l'estrena. Les bombes dels anarquistes eren massa en l'esperit de tots, i també la set de revenja. L'any 1893 hi va haver l'atemptat contra el general Martínez Campos, el 1894 va haver-hi l'episodi de les bombes del Liceu i el mateix any de l'estrena de La festa del blat, el 1896, hi hagué un altre atac el dia de Corpus. L'obra va haver d'esperar uns anys per a guanyar-se l'acceptació del públic. El 1903, el teatre Romea va tornar a incloure La festa del blat a la programació. Aquesta vegada va tenir més bona acceptació.